# 27 Евтерпа
27 Евтерпа (27 Euterpe) — астероїд головного поясу, відкритий 8 листопада 1853 року.